# مرسيدس بنز إل 319
مرسيدس بنز إل 319 (بالإنجليزية: Mercedes-Benz L 319)‏ هي سيارة من صناعة دايملر بنز أنتجت في 1955 وتوقف إنتاجها في 1968م.